# Cajori (cràter)
Cajori és un cràter d'impacte que es troba a l'hemisferi sud de la cara oculta de la Lluna. Es troba al sud-oest de la plana emmurallada del cràter Von Kármán, i a l'est-sud-est del cràter Chrétien.

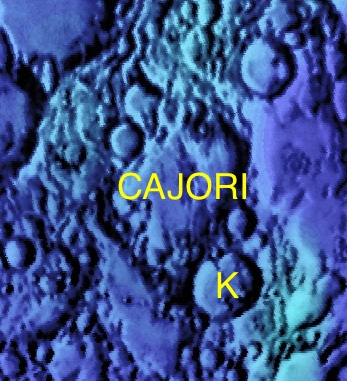
Cràters satèl·lit

La vora exterior de Cajori ha estat fortament danyada per successius impactes, deixant un perímetre extern de desintegració que és irregular i amb osques al llarg de les seves vores. Diversos cràters petits es troben al llarg del contorn, destacant Cajori K al costat de la banda sud-est de la vora del cràter. El sòl interior en gran manera roman intacte, estant marcat només per alguns petits cràters.

## Cràters satèl·lit
Per convenció aquests elements són identificats en els mapes lunars posant la lletra en el costat del punt central del cràter que està més proper a Cajori.
| Cajori | Coordenades                            | Diàmetre |
| ------ | -------------------------------------- | -------- |
| K      | 49° 06′ S, 169° 48′ E / 49.1°S,169.8°E | 32 km    |